# Elon Musk
Elon Reeve Musk (/ˈiːlɒn ˈmʌsk/; født den 28. juni 1971 i Pretoria i Sydafrika) er en sydafrikanskfødt canadisk-amerikansk forretningsmand og iværksætter, der flere gange er blevet anslået til at være verdens rigeste mand. Han har i tidens løb været stifter, direktør og (med-)ejer af en række store, ofte højteknologiske virksomheder som Zip2,  PayPal, SpaceX, Tesla, solenergifirmaet SolarCity, infrastruktur- og tunnelboringsfirmaet The Boring Company samt Neuralink. I 2022 købte han det sociale medie Twitter i en handel til en værdi af $44 milliarder.
Musk er i mange år blevet anset for at være en indflydelsesrig, men kontroversiel person. I 2024 gik han aktivt ind i den republikanske ekspræsident og præsidentkandidat Donald Trumps kampagne op til det amerikanske præsidentvalg og blev Trumps største donor og en af hans mest indflydelsesrige rådgivere. Efter Trumps sejr ved præsidentvalget kom Musk til at lede et nyoprettet regeringsorgan, Department of Government Efficiency (DOGE), der skulle finde store besparelser på de amerikanske offentlige budgetter. Forholdet mellem Musk og Trump kølnedes dog, så han i løbet af foråret 2025 gradvis spillede en mindre rolle. I maj 2025 forlod Musk DOGE og dermed Trump-administrationen helt, og en uge senere kom det til et fuldstændigt brud mellem Musk og Trump, der indledte en voldsom ordkrig mod hinanden på de sociale medier. I juli 2025 meddelte Musk, at han havde dannet et nyt konkurrerende politisk parti med navnet "America Party".

## Opvækst
Musk blev født den 28. juni 1971 i Pretoria, Gauteng, Sydafrika, som søn af Maye (født Haldeman), en model og diætist fra Regina, Saskatchewan, Canada, og Errol Musk, en sydafrikansk elektroingeniør og pilot. Han har en lillebror, som hedder Kimbal (født 1972), og en lillesøster, som hedder Tosca (født 1974). Hans farmor var britisk og af Pennsylvania Dutch-herkomst. Efter at hans forældre blev skilt i 1980, boede Musk oftest med sin far i Pretorias forstæder.
Gennem barndommen var han en ihærdig læser. Da han var 10 år, blev han interesseret i computere og arbejdede på en Commodore VIC-20. Han lærte sig selv computerprogrammering, og da han var 12 år gammel, solgte han kildeteksten til et BASIC-baseret videospil, Blastar, til bladet PC and Office Technology for omkring 500 amerikanske dollar. En browserbaseret version af spillet er tilgængelig online.
Musk blev mobbet meget gennem sin barndom, og han blev en gang indlagt efter at en gruppe drenge havde smidt ham ned ad en trappe og derefter banket ham indtil han besvimede.
Musk gik på den engelsktalende privatskole Waterkloof House Preparatory School og dimitterede senere fra Pretoria Boys High School. Musk flyttede til Canada i juni 1989, lige før sin 18 års fødselsdag, efter at han havde fået canadisk statsborgerskab på grund af sin canadiskfødte mor.
Musk afslørede i 2021 i en udgave af det amerikanske TV-program Saturday Night Live, at han havde Aspergers syndrom.

## Uddannelse
I en alder af 19 år blev Musk optaget på Queen's University i Kingston, Ontario. To år senere, i 1992, skiftede han til University of Pennsylvania, hvor han i en alder af 24 år blev bachelor i fysik ved Penn's College of Arts and Sciences og bachelor i økonomi ved Wharton School. Mens han var ved University of Pennsylvania, købte Musk og en anden studerende, Adeo Ressi, en 10-værelses studenterforening og brugte det som en uofficiel natklub. I 2002 blev han amerikansk statsborger.

## Selskaber

### Zip2
I 1995 startede Musk og hans bror, Kimbal, Zip2, et webbaseret softwarefirma, med hjælp af 28,000 USD fra deres far, Errol Musk. Firmaet udviklede og markedsførte en "byguide" til forlagsindustrien. Musk opnåede kontrakter med The New York Times og Chicago Tribune og overtalte bestyrelsen i Zip2 til at opgive planerne om en fusion med et firma kaldet CitySearch. Musk ønskede at blive administrerende direktør for Zip2, men bestyrelsen ville ikke tillade det. I februar 1999 erhvervede Compaq Zip2 for 307 millioner amerikanske dollars i kontanter og 34 millioner dollars i aktieoptioner. Musk fik 22 millioner dollars, svarende til 7 %, fra salget.

### X.com og PayPal
I marts 1999 var Musk medstifter af X.com, et netbaseret finansielt service- og e-mailbetalingsselskab, med 10 millioner USD fra salget af Zip2. Et år senere fusionerede selskabet med Confinity, som havde en betalingstjeneste kaldet PayPal. Det fusionerede firma fokuserede på PayPal-tjenesten og blev omdøbt til PayPal i 2001. PayPals tidlige vækst var hovedsageligt drevet af en stor marketingkampagne, hvor nye kunder blev hvervet, når de modtog penge gennem tjenesten. I oktober 2002 blev PayPal købt af eBay for 1,5 milliarder USD i aktier, af hvilke Musk fik 165 millioner USD. Før salget ejede Musk, som firmaets største aktionær, 11,7% af PayPals aktier.

### SpaceX
I 2001 udviklede Musk rumprojektet "Mars Oasis", med det formål at sende et lille eksperimentelt drivhus til Mars. Drivhuset skulle være forberedt, så planter ville påbegynde spiringen efter landingen. De grønne vækster, som nu ville vokse og dø på en fremmed planet, skulle vække offentlighedens slumrende interesse for bemandet rumforskning. I oktober 2001 rejste Musk til Moskva med Jim Cantrell og Adeo Ressi (hans bedste ven fra college) for at købe ombyggede krydsermissiler (Dnepr-1) der kunne sende drivhuset i rummet. Gruppen mødtes med firmaer såsom NPO Lavochkin og Kosmotras, men vendte tilbage til USA med tomme hænder. I februar 2002 vendte gruppen tilbage til Rusland for at finde tre missiler. Gruppen mødtes igen med Kosmotras og fik tilbudt en raket for US$8 millioner. Det syntes Musk dog var for dyrt. På flyturen hjem fra Moskva besluttede Musk at starte en virksomhed der kunne bygge billige raketter.
Med $100 millioner af sin egen formue startede Musk Space Exploration Technologies, eller SpaceX, i juni 2002. Musk er administrerende direktør og teknisk direktør (CTO) for firmaet, som er baseret i Californien. SpaceX udvikler og konstruerer løftefartøjer til brug i rummet, med fokus på at hæve raketteknologiens niveau. Firmaets to første løftefartøjer er Falcon 1- og Falcon 9-raketterne, og dets første rumskib er Dragon (en hilsen til sangen Puff, the Magic Dragon). I de næste syv år designede SpaceX de kommende Falcon-løftefartøjer og Dragon MP-rumskibe, og i september 2009 blev SpaceX's Falcon 1-raket det første privatfinansierede fartøj med flydende brændstof, der placerede en satellit i kredsløb om Jorden.
Musks mål er at reducere prisen på bemandet rumrejse med en faktor 10. I et interview i 2011 sagde han, at han håbede på at sende mennesker til Mars' overflade ti til tyve år ude i fremtiden. I Ashlee Vance's biografi om Musk afslører Musk, at han ønsker en koloni på Mars i 2040 med en befolkning på 80.000.

### Tesla Motors
Tesla Motors blev grundlagt i juli 2003 af Martin Eberhard og Marc Tarpenning, som finansierede firmaet i starten. Begge mænd spillede aktive roller i firmaets tidlige udvikling, inden Elon Musk blev involveret i Februar 2004. 

Efter finanskrisen i 2008 overtog Musk ledelsen af virksomheden som administrerende direktør og ansvarlig for produktudviklingen, stillinger som han stadig har i dag. Tesla Motors byggede først en elektrisk sportsvogn, Tesla Roadster, som solgtes i 2,500 eksemplarer i 31 lande. Tesla begyndte levering af deres firedørs sedan Model S den 22. juni 2012. Firmaet offentliggjorde deres tredje produkt, Model X, rettet mod SUV/MPV-markedet, den 9. februar 2012. Model X blev dog først lanceret i september 2015. Udover deres egne biler sælger Tesla også elektriske drivlinjesystemer til Daimler til deres Smart EV, Mercedes B-Class Electric Drive og Mercedes A Class, og til Toyotas RAV4 EV.
- Musk betragter en demonstration af en samlerobot ved genåbningen af NUMMI-fabrikken, nu kaldet Tesla Factory (Fremont, Californien) i 2010
- Musk foran en Tesla Model S i 2011
- Musk og senator Dianne Feinstein ved siden af en Tesla Model S (2010)

### SolarCity
Musk fastsatte den oprindelige ide og skaffede den finansielle kapital til SolarCity, som derefter blev stiftet i 2006 af hans fætre Lyndon og Peter Rive. Musk er stadigvæk den største aktionær. I 2013 var SolarCity den næststørste udbyder af solcelleanlæg i USA.
Tesla købte SolarCity for mere end 2 mia. dollar i 2016 og fusionerede selskabet med sin batteriafdeling i den nye virksomhed Tesla Energy. Nyheden medførte et fald i Teslas aktiekurs på 10 %. Senere viste det sig, at SolarCity havde likviditetsproblemer på tidspunktet for handelen, som Teslas aktionærer ikke var blevet informeret om. Sagen førte til en retssag mod Musk og Teslas ledelse.

### OpenAI og xAI
I december 2015 deltog Elon Musk sammen med blandt andet Sam Altman og en række andre forskere og investorer i oprettelsen af OpenAI, der skulle være en almennyttig virksomhed, der forskede i kunstig intelligens. Ved at gøre kunstig intelligens tilgængelig for alle ønskede OpenAI at "sikre, at virksomheder og regeringer ikke får for meget magt ved anvendelsen af avanceret kunstig intelligens". OpenAIs direktør Altman og Musk blev dog efterfølgende meget uenige, fordi Musk ønskede at overtage virksomheden helt. Musk forlod OpenAI helt i 2018, og virksomhedens forretningsmodel blev ændret med oprettelsen af en profitorienteret enhed og opgivelse af open source-tilgangen. Rivaliseringen mellem Musk på den ene side og Altman og OpenAI på den anden side fortsatte i de følgende år, blandt andet med et sagsanlæg fra Musk imod virksomheden.
I 2023 stiftede Musk selskabet xAI som en konkurrent til OpenAI og de øvrige store selskaber indenfor udviklingen af kunstig intelligens. xAI har udviklet chatbotten Grok (pr. februar 2025 er den seneste udgave Grok-3), der konkurrerer med chatbots som OpenAI's og dermed Microsofts ChatGPT og den kinesiske DeepSeek.

### The Boring Company
The Boring Company blev grundlagt af Elon Musk i 2016. Han annoncerede det nye selskab på Twitter med begrundelsen, at han "var ved at blive vanvittig af trafikken i Los Angeles." Virksomhedens formål er at grave tunneller til et hyperloop-projekt, dvs. et netværk af højhastighedstunneller til persontransport.

### Overtagelse af Twitter
I oktober 2022 købte Musk det sociale medie Twitter, som han senere lod skifte navn til X, for 44 milliarder dollar. Efter overtagelsen gennemførte Musk en række kontroversielle ændringer af platformen. Han afskedigede de fleste af de ansatte, der modererede (håndhævede reglerne) på X og proklamerede en "absolut ytringsfrihed", der ifølge kritikere skabte en mere giftig brugeroplevelse. Efterfølgende blev Musk beskyldt for selv at sprede vildledende indhold på platformen, blandt andet ved at dele falske billeder af den britiske premierminister Keir Starmer og den daværende amerikanske vicepræsident Kamala Harris. I de første knap to år efter Musks køb og de kritiserede ændringer forlod mange brugere og annoncører Twitter/X, og værdien af platformen faldt med 71 % i forhold til Musks købssum.

## Verdens rigeste mand
Ifølge Bloomberg blev Musk i begyndelsen af 2021 for første gang officielt verdens rigeste person, da han overhalede Jeff Bezos, stifteren af Amazon.com, Inc., på Bloomberg Billionaires Index. Hans personlige formue blev på det tidspunkt opgjort til 186 mia. USD – 1,5 mia. USD mere end Bezos.
I september 2021 var Musk ifølge erhvervsmagasinet Forbes blandt blot tre personer nogensinde, der havde opnået en formue på over 200 mia. USD. De to andre var Jeff Bezos og franskmanden Bernard Arnault, direktør for luksusvarekoncernen Louis Vuitton.
Ved udgangen af 2021 oversteg Musks formue 300 mia. USD, hvilket gjorde ham til den første person nogensinde, der nåede denne milepæl. Ifølge Bloomberg Billionaires Index var han igen verdens rigeste mand i januar 2025.

## Politisk karriere

### Fra demokrat til republikaner
Musk var som yngre tilhænger af det demokratiske parti og blandt andet USA's præsident 2008-2016 Barack Obama, men skiftede senere over til at støtte republikanske politikere. I et interview med Huffington Post fortalte Musk i 2013, at han var en "væsentlig (men ikke topklasse) donor til demokraterne, men at han også gav massivt til republikanerne". Han fortsatte: "for at ens stemme vil blive hørt i Washington, bliver man nødt til at give nogle små bidrag." I 2017 bidrog Musk med 50.000 dollar til den republikanske politiker og senere formand for Repræsentanternes Hus Kevin McCarthys kampagnefond.

### Allieret med Donald Trump
Musk var oprindelig kritisk overfor Donald Trump og skrev i 2022, at han ikke mente, at ekspræsidenten Trump burde genopstille ved et kommende præsidentvalg. Fra juli 2024 støttede han imidlertid Trumps valgkamp op til præsidentvalget i USA 2024 helhjertet med donationer på over 100 mio. dollar og blev dermed en af de største politiske donorer i USA i 2024. Musk ønskede en regering, som ville blande sig mindre i hans forretninger. Han havde samtidig personlige motiver til sin støtte til Trump, da Musks søn havde transitioneret til at blive en datter. Musk har senere fortalt, at det var et vendepunkt, som fik ham til at ønske at dræbe "the woke mind virus" ("woke-hjernevirussen"). Ifølge USA's føderale valgkommission gav Musk i alt 833 millioner kr. til Trumps kampagne. Musk brugte sin platform X flittigt til at styrke opbakningen til Trump, deltog på scenen på flere vælgermøder ved Trumps side og blev under forløbet en af dennes vigtigste rådgivere, ligesom han i perioden efter valgsejren i november 2024 og inden Trumps tiltrædelse i januar 2025 øvede stor indflydelse på Trumps udpegelse af ministre og rådgivere til den amerikanske regering. Musk har givet sig selv tilnavnet "first buddy" ("første ven") som en analogi til betegnelsen "first lady" (førstedame), der bruges om USA's præsidentfrue. Trump udnævnte efter sin valgsejr Musk til at lede et nyoprettet regeringsorgan, Department of Government Efficiency (DOGE), der skulle finde forslag til betydelige besparelser i de amerikanske offentlige udgifter.

### Afgang fra Trumps administration
I slutningen af maj 2025 trådte Musk tilbage fra sin rolle i DOGE og dermed fra en officiel position i Trumps administration. Hans tid i Det Hvide Hus blev turbulent, både for amerikansk politik og for Musks egne virksomheder, ikke mindst Tesla, hvis salg og aktiekurs faldt betragteligt i løbet af perioden. Det tætte forhold mellem Trump og Musk svandt ind fra marts 2025, hvor Musk havde flere sammenstød med andre af Trumps ministre og embedsmænd. Musk trådte derefter gradvis i baggrunden. Én dag før sin tilbagetræden kritiserede han offentligt Trumps budgetlov, som Musk kaldte skuffende, fordi den blandt andet øgede de offentlige udgifter til bevogtning af USA's grænser. Musk mente, at den dermed underminerede det arbejde for besparelser, som han havde stået i spidsen for i DOGE. En uge efter, at Musk officielt havde forladt sin post ved en afskedsreception i Det Hvide Hus, indledte Trump og Musk en voldsom ordkrig på de sociale medier, hvor de svinede hinanden til. Det kulminerede med, at Musk på X skrev, at "Donald Trump er i Epstein-dokumenterne" - en henvisning til, at Trump angiveligt skulle være indblandet i skandalen om den pædofilitiltalte milliardær Jeffrey Epstein, der i 2019 blev anholdt i en sag om påstået misbrug af mindreårige og begik selvmord i fængslet. Musk erklærede sig også enig i, at Trump burde stilles for en rigsret og erstattes af vicepræsident J.D. Vance.

### Stifter af "America Party"
I juli 2025 meddelte Musk på X, at han havde dannet et nyt politisk parti, "America Party", i protest mod præsident Trumps økonomiske lovpakke med navnet "Big Beautfiful Bill", som Musk kaldte vanvittigt, og som han udtalte ville tilgodese fortidens industrier på bekostning af fremtidens, ødelægge millioner af arbejdspladser i USA og få USA's offentlige gæld til at stige kraftigt.

### Holdninger til europæisk politik
Musk har flere gange udtrykt sympati for flere højreradikale strømninger i Europa. Omkring årsskiftet 2024/2025 udsendte han således på X en opfordring til at løslade den fængselsdømte britiske aktivist Tommy Robinson og gav støtte til det tyske parti Alternative für Deutschland, som de tyske myndigheder mistænker for ekstremisme, og det britiske højrepopulistiske parti Reform UK. Musk opfordrede også på X til, at den britiske regering blev væltet, og varslede økonomisk støtte til Reform UK-partiet. De forskellige udtalelser fik en række europæiske politikere, herunder den norske statsminister  Jonas Gahr Støre og den tyske forbundskansler Olaf Scholz, til at lægge afstand til Musks udtalelser.

## Andre holdninger

### Kontroversielle udtalelser
Musks mange og ofte kontroversielle offentlige udtalelser har gjort ham til en polariserende figur. Han har således i en række tilfælde spredt konspirationsteorier, som efterfølgende er blevet tilbagevist som grundløse, bl.a. om COVID-19-vacciner og om en række navngivne personer. I 2023 kom han under beskydning for at støtte en antisemitisk konspirationsteori på X, da han støttede et opslag, der hævdede, at jøder forsøgte at fremme had mod personer med hvid hudfarve. Musk undskyldte senere for sin opbakning til forslaget. Samtidig er han anerkendt som en meget indflydelsesrig person. Det amerikanske Time Magazine udråbte ham således i 2021 til Person of the Year (årets person).

### Skæbne og religion
Da Musk blev spurgt om han tror på at "der er en form for skæbne involveret" i menneskehedens overgang til en multi-planetarisk art, ud over "bare fysik", svarede han:"Well, I do. Do I think that there's some sort of master intelligence architecting all of this stuff? I think probably not because then you have to say: "Where does the master intelligence come from?" So it sort of begs the question. So I think really you can explain this with the fundamental laws of physics. You know its complex phenomenon from simple elements."

## Trivia
Musk har ejet en McLaren F1-superbil, som han kørte galt i og totalskadede, inden han havde fået den forsikret. Han har tidligere ejet et tjekkisk fremstillet jettrænefly Aero L-39.